# Новопілля (Бахчисарайський район)
Новопі́лля (до 1945 — Яни́-Сала́, крим. Yañı Sala) — село в Україні, у Бахчисарайському районі Автономної Республіки Крим. Підпорядковане Голубинській сільській раді. Розташоване на півдні району.

## Географія
Селом протікає річка Суаткан.

## Історія
За переписом 1897 року кількість мешканців становила 540 осіб (294 чоловічої статі та 246 — жіночої), з яких , 505 — магометанської.

## Видатні уродженці
Мустафаєв Амді Ібрагімович (1918—2009) — кримськотатарський художник.